# Полевой сельсовет (Оренбургская область)
Полевой сельсовет — сельское поселение в Домбаровском районе Оренбургской области Российской Федерации.
Административный центр — посёлок Полевой.

## История
9 марта 2005 года в соответствии с законом Оренбургской области № 1898/326-III-ОЗ образовано сельское поселение Полевой сельсовет, установлены границы муниципального образования.

## Население
| 2010 | 2012 | 2013 | 2014 | 2015 | 2016 | 2017 |
| ---- | ---- | ---- | ---- | ---- | ---- | ---- |
| 1019 | ↘971 | ↘925 | ↘879 | ↘848 | ↗899 | ↘859 |
| 2018 | 2019 | 2020 | 2021 |      |      |      |
| ↘819 | ↘790 | ↘732 | ↘702 |      |      |      |

## Состав сельского поселения
| № | Населённый пункт | Тип населённого пункта          | Население |
| - | ---------------- | ------------------------------- | --------- |
| 1 | Екатеринославка  | село                            | 41        |
| 2 | Полевой          | посёлок, административный центр | 814       |
| 3 | Соколовка        | село                            | 164       |